# Uniunea Chinologică din Moldova

Logo Uniunea Chinologică din Moldova

Uniunea Chinologică din Moldova (UChM) este asociația crescătorilor de câini din Republica Moldova. UChM este membră a Fédération Cynologique Internationale (FCI).